# Лејк Алманор Кантри Клаб (Калифорнија)
Лејк Алманор Кантри Клаб (енгл. Lake Almanor Country Club) насељено је место без административног статуса у америчкој савезној држави Калифорнија.

## Демографија
По попису из 2010. године број становника је 419, што је 428 (-50,5%) становника мање него 2000. године.
| Група             | 2000.       | 2010.       |
| Белци             | 810 (95,6%) | 400 (95,5%) |
| Афроамериканци    | 1 (0,1%)    | 2 (0,5%)    |
| Азијати           | 6 (0,7%)    | 1 (0,2%)    |
| Хиспаноамериканци | 9 (1,1%)    | 8 (1,9%)    |
| Укупно            | 847         | 419         |